# Milton Humason
Milton Lasalle Humason (Dodge Center, Minnesota, EE. UU., 19 de agosto de 1891 – Mendocino, California, EE. UU.,  18 de junio de 1972) fue un Astrónomo estadounidense conocido por descubrir, junto a Edwin Hubble, la ley de Hubble-Lemaître según la cual las galaxias se alejan más deprisa cuanto más lejos se encuentran, lo que posteriormente se consideraría como una prueba de la expansión del Universo.

## Biografía
Humason nació en Dodge Center (Minnesota)  el 19 de agosto de 1891. De reducida educación primaria, en 1909 empezó a trabajar como mulero en la construcción del Observatorio Monte Wilson, acarreando cargas pesadas. Dos años después se casó con Helen Dowd, hija de uno de los ingenieros del Observatorio.
Más tarde entró a trabajar como portero, electricista, asistente de noche y luego (1917) su suegro le invitó a trabajar como ayudante de observación, pasando a formar parte de la plantilla del observatorio. Cuenta la leyenda que una noche el operador del telescopio enfermó y el astrónomo en turno le preguntó si sería capaz de ocupar su puesto por esa ocasión: desarrolló esa tarea con tal destreza que pronto pasó a ocupar permanentemente el puesto de operador del telescopio y de asistente de astrónomo. 
Se especializó en espectroscopia: es legendaria su especial habilidad para sacar el máximo partido posible al telescopio Hooker de 2,5 metros de diámetro, con el cual pudo medir espectros de débiles y lejanas galaxias. Humason desempeñó esta delicada tarea con singular paciencia, perseverancia, inigualable exactitud y creatividad, llegando a desarrollar un procedimiento propio para determinar las exposiciones a efectuar y las medidas de las placas fotográficas expuestas.
Hacia 1936 Humason había llevado el telescopio hasta sus límites, midiendo la velocidad de recesión de galaxias del cúmulo de galaxias de la Osa Mayor II, las cuales se alejan a 42.000 kilómetros por segundo. Trabajando con sumo cuidado estimó que la distancia de estas galaxias era de 250 millones de años-luz (hoy en día las situamos a más de 1,700 millones de años-luz).
Poco después llegaría a Monte Wilson el  famoso astrónomo Edwin Hubble, un hombre de buena familia educado en la prestigiosa Universidad de Oxford; a pesar de las diferencias sociales, Hubble y Humason se entendieron desde el primer día y al poco tiempo emprendieron la tarea de medir los espectros de galaxias lejanas. Hubble quedó impresionado con la habilidad de Humason para obtener espectros de alta calidad, lo cual Humason podía hacer mejor que cualquier astrónomo profesional de su época. Gracias a esta habilidad natural, Humason y Hubble descubrieron que las galaxias lejanas se alejan de nosotros y que la velocidad con que se alejan es mayor para las galaxias más lejanas. Hubble encontró que existía una relación lineal entre la velocidad de recesión de las galaxias y su distancia.Dicha relación se conoce hoy en día como ley de Hubble. Para poder observar más lejos tuvieron que pasar diez años, hasta la llegada del telescopio de Monte Palomar de 508 cm de diámetro.
En 1947 fue nombrado Secretario de los Observatorios de Monte Wilson y Monte Palomar, quedando a su cargo las relaciones entre ellos y todos los asuntos administrativos de los mismos.
Un año antes de su muerte publicó un importante trabajo cosmológico con Nicholas Mayall y Alan Sandage en el cual hicieron un estudio exhaustivo de todos los datos existentes acerca de la recesión de las galaxias y sus distancias al Sol.
Fue descubridor del cometa Humason y observador planetario, experiencia plasmada en su trabajo de colaboración Planets and Satellites (1961).
Falleció en Mendocino (California, EE. UU.) el 18 de junio de 1972, habiendo obtenido el reconocimiento de la comunidad astronómica por su trabajo, ya que entre 1925 y 1964 llegó a publicar unos 120 artículos de astronomía o astrofísica.

## Reconocimientos
Titulaciones honoríficas
- Doctor honoris causa por la Universidad de Lund (Suecia) en 1950

Epónimos
- Cráter Humason en la Luna y asteroide (2070) Humason

## Artículos y trabajos
- Adams, W. S., Joy, A. H., and Humason, M. L. (1925). «An Additional Star of the W Cephei Type of Spectrum». Publications of the Astronomical Society of the Pacific 37: 162-161.
- Humason, M. L. (1927). «Radial Velocities in Two Nebulae». Publications of the Astronomical Society of the Pacific 39: 317.
- Humason, M. L. (1931). «The Large Apparent Velocities of Extra-Galactic Nebulae». Leaflet of the Astronomical Society of the Pacific 1: 149.
- Humason, M. L. (1936). «The Apparent Radial Velocities of 100 Extra-Galactic Nebulae». Astrophysical Journal 83: 10.
- Humason, M. L. (1936). «Is the Universe Expanding?». Leaflet of the Astronomical Society of the Pacific 2: 161.
- Humason, M. L. (1961). «Photographs of Planets with the 200-Inch Telescope». Planets and Satellites: 572.
- Zwicky, F. and Humason, M. L. (1964). «Spectra and Other Characteristics of Interconnected Galaxies and of Galaxies in Groups and in Clusters. III.». Astrophysical Journal 139: 269.